# Hafni(IV) oxide
Hafni(IV) oxide là một hợp chất vô cơ có thành phần gồm hai nguyên tố hafni và oxy với công thức hóa học HfO2. Hợp chất này, ngoài tên gọi là hafni dioxide hay hafni(IV) oxide, còn được gọi dưới cái tên khác là hafnia. Nó là một chất rắn không màu, một trong những hợp chất phổ biến nhất và ổn định của nguyên tố hafni.
Hafni(IV) oxide được đánh giá là khá trơ. Nó phản ứng với acid mạnh như acid sulfuric đặc và với các base mạnh. Ngoài ra, nó cũng hòa tan chậm trong acid fluorhydric để tạo ra các anion fluorohafnat(IV). Ở nhiệt độ cao, nó phản ứng với chlor với sự có mặt của graphit hoặc carbon tetrachloride để tạo ra hafni(IV) chloride.

## Ứng dụng
Trong những năm gần đây, hợp chất hafni(IV) oxide được nêu lên như một hợp chất có thể ứng dụng để sản xuất bộ nhớ chuyển đổi điện trở và bộ nhớ điện từ tương thích CMOS.
Do có nhiệt dộ nóng chảy cao, hafni(IV) oxide được sử dụng làm vật liệu chịu nhiệt, trong phần cách điện của các thiết bị như cặp nhiệt điện, thiết bị có thể làm tăng nhiệt độ lên đến 2500 ℃.
Các phim đa lớp của hafni(IV) oxide, silica, và các vật liệu khác được nghiên cứu phát triển để sử dụng trong vấn đề làm mát thụ động của các công trình xây dựng.

## Độc tính
Triệu chứng khi tiếp xúc hợp chất này là gây kích ứng mắt, da và niêm mạc.
Các hợp chất hafni: Nhiều hợp chất hafni là chất kích thích nhẹ mắt, da và niêm mạc. Hafni oxfamphat đã được nghiên cứu là gây độc tính qua đường ruột trong các mẫu nghiên cứu trên động vật.